# Onocolus perditus
Onocolus perditus är en spindelart som beskrevs av Cândido Firmino de Mello-Leitão 1929. 
Onocolus perditus ingår i släktet Onocolus och familjen krabbspindlar. Inga underarter finns listade i Catalogue of Life.